# Артаулово
Артау́лово (рос. Артаулово, башк. Артауыл) — присілок у складі Татишлинського району Башкортостану, Росія. Входить до складу Аксаїтовської сільської ради.
Населення — 221 особа (2010; 224 у 2002).
Національний склад:
- башкири — 96 %